# Pteridin
A pteridin egy aromás heterociklusos vegyület. Pirazingyűrűvel kondenzált pirimidingyűrűt tartalmaz.

## Tulajdonságai
A pteridin halványsárga színű kristályos vegyület. alkoholból lemezek alakjában kristályosítható ki. Hideg vízben közepesen, forró vízben nagyon jól oldódik. A pteridin oldata ultraibolya fénnyel kékesibolya színű fluoreszcenciát mutat. Bázisos tulajdonságú vegyület. Érzékeny forró savakra és lúgokra, sav hatására 2-amino-3-formil pirazinra, lúg hatására 2-aminometilénamino-3-formil-pirazinra bomlik. A hidroxil- és/vagy aminocsoportokat tartalmazó pteridinszármazékok nehezebben bomlanak savak és lúgok hatására.

## Előfordulása
A pteridin, az alapvegyület a természetben nem fordul elő szabad állapotban, de léteznek biológiailag igen jelentős származékai.

### Pteridin-pigmentek
A pteridinszármazékok közé tartoznak lepkék szárnyában megtalálható egyes fehér, sárga és narancssárga pigmentanyagok. A legelterjedtebb a xantopterin, ami más rovarokban (például méhekben, darazsakban), sőt magasabbrendű szervezetekben, például az ember szervezetében is megtalálható sárga pigmentanyag. Elterjedt pigment a fehér színű leukopterin is.

### A folsav
A folsav a természetben előforduló fontos pteridinszármazék. A B-vitaminok közé tartozik. Hiánya olyan vérszegénységet okoz, ami B12-vitaminnal nem gyógyítható. A vérszegénység egyes típusainak kezelésére használható. Egyes baktériumok növekedési faktora, a Lactobacillus casei például folsav nélkül nem szaporodik. A folsavat pteroil-glutaminsavank is szokás nevezni szerkezete alapján.
A folsav narancssárga színű, kristályos vegyület.

### A riboflavin
A riboflavin is a pteridin származékának tekinthető. Alapváza az alloxazin, benzolgyűrűvel kondenzált pteridinvázat tartalmaz. A riboflavin a B vitaminok közé tartozó vitamin (B2 vitamin). A riboflavin másik neve laktoflavin. A hiánya nyálkahártyák (száj- és toroknyálkahártya) gyulladásával és a szaruhártya elhomályosodásával jár. A csecsemők és a gyermekek növekedése is abbamaradhat B2 vitamin hiányában. B2-avitaminózis csak ritkán fordul elő, mert a riboflavin elterjedt a növény- és az állatvilágban.
A riboflavin egy narancssárga színű, vízben jól oldódó vegyület. A középső gyűrűjéhez egy négyértékű alkohol kapcsolódik (ribitilcsoport).

## Előállítása
4,5-diamino-piridinből forró alkoholos oldatban glioxál hatására pteridin keletkezik. A leukopterin, a pteridin egyik származéka 2,5,5-triamino- 6-hidroxi-pirimidinből állítható elő oxálsavval 90%-os hozamban.